# Mary Earps
Mary Alexandra Earps (Nottingham, Inglaterra; 7 de marzo de 1993) es una futbolista inglesa que juega como guardameta. Actualmente se desempeña en el Paris Saint-Germain Football Club de la Première Ligue, máxima categoría del fútbol femenino francés. Es internacional con la Selección de Inglaterra desde 2017 hasta 2025.
Fue elegida como mejor portera del mundo dos años consecutivos (2022 y 2023) por los premios The Best, siendo la primera en ganarlo en dos veces y la más premiada al día de la fecha.

## Clubes
En la temporada 2009–10, Earps pasó a formar parte del primer equipo del Leicester City desde el centro de formación, con el objetivo de competir con la portera titular Leanne Hall. La temporada siguiente, Earps fichó por el Nottingham Forest. Fue suplente y no llegó a jugar en la derrota del Forest ante el Barnet en la tanda de penaltis de la final de la Copa de la Liga Nacional Femenina FA. 
Doncaster Rovers Belles incorporó a Earps, que entonces tenía 18 años, justo antes del inicio de la temporada inaugural de la Women's Super League en 2011. El entrenador de las Belles, John Buckley, se mostró satisfecho con su fichaje: “Tiene un potencial increíble y un futuro muy prometedor”. Earps empezó a jugar con regularidad en la segunda mitad de la temporada 2011, y luego fue cedida al Coventry City durante el parón de invierno.
Tras disputar la temporada 2012 con Doncaster, Earps se unió al Birmingham City a principios de 2013. En noviembre de ese año, debutó en la Liga de Campeones Femenina de la UEFA en una victoria por 5–2 frente al Zorky Krasnogorsk, en un partido disputado en St Andrew’s. La presencia de Rebecca Spencer limitó sus oportunidades de jugar en Birmingham, por lo que se marchó al Bristol Academy en 2014.
En el Bristol, Earps fue titular en todos los partidos del equipo salvo uno durante las temporadas 2014 y 2015.
Cuando el Bristol descendió al final de su segunda temporada, Earps fichó por el Reading. En su primer año en el club, fue incluida en el Once Ideal del Año de la PFA.
En junio de 2018, Earps firmó con el VfL Wolfsburgo, vigente campeón de la Bundesliga. Debutó el 8 de septiembre de 2018 en una victoria por 11–0 ante el Hannover 96 en la segunda ronda de la Copa de fútbol femenino de Alemania 2018-19. El equipo logró su tercer doblete nacional consecutivo durante la temporada 2018–19.
Manchester United
El 12 de julio de 2019, tras una temporada en Alemania, Earps regresó a Inglaterra para fichar por el recién ascendido Manchester United, de cara a la temporada 2019–20. Debutó con el United frente al Manchester City en la Women's Super League el 7 de septiembre de 2019, en una derrota por 1–0 en el primer derbi de Manchester en la liga. Su primera portería a cero con el club llegó el 28 de septiembre de 2019 en una victoria por 2–0 sobre el Liverpool, el primer triunfo del United en la Women's Super League. El 26 de febrero de 2021, Earps renovó su contrato con el Manchester United hasta 2023, con opción a un año más. Durante la temporada 2022–23, mantuvo su portería a cero en 14 partidos de liga, un nuevo récord en la Women's Super League, lo que le valió el premio Guante de Oro. Además, el United alcanzó su mejor posición histórica al terminar en segundo lugar, lo que les permitió clasificarse por primera vez para la Liga de Campeones Femenina de la UEFA. También ayudó al equipo a disputar su primera gran final de copa, aunque perdieron 1–0 contra el Chelsea en Wembley.
En octubre de 2023, Earps quedó en quinta posición en la votación del Balón de Oro, la mejor clasificación para una portera desde que se instauró el premio femenino en 2018. El mejor resultado anterior había sido el 12.º puesto, logrado por Christiane Endler y Sari van Veenendaal. El 7 de noviembre de 2023, recibió el Billy Seymour Impact Award en los Northwest Football Awards, en reconocimiento a su impacto positivo en el fútbol de la región. Ese mismo mes, fue nombrada Deportista del Año por The Sunday Times y Futbolista del Año por la BBC.
El 29 de junio de 2024, el Manchester United confirmó que Earps había dejado el club tras la finalización de su contrato.
Paris Saint-Germain
El 1 de julio de 2024, Earps fichó por el Paris Saint-Germain con un contrato de dos años, hasta junio de 2026. Ella y el PSG fueron eliminados por la Juventus con un resultado global de 5–2 en las rondas de clasificación de la Liga de Campeones Femenina de la UEFA 2024–25.

## Selección nacional
Earps representó a Inglaterra sub-19 en el Campeonato Europeo Femenino Sub-19 de la UEFA 2012, celebrado en Antalya, Turquía. Recibió elogios por sus actuaciones, a pesar de que Inglaterra fue eliminada en la fase de grupos. En julio de 2013, siendo estudiante de la Universidad de Loughborough, Earps ayudó al equipo de Gran Bretaña a ganar la medalla de oro en la Universiada de Verano 2013 en Kazán, Rusia.
Tras las lesiones de Karen Bardsley y Rachel Brown-Finnis, la selección absoluta de Inglaterra convocó por primera vez a Earps para un partido de clasificación para el Mundial Femenino de la FIFA, en abril de 2014, frente a Montenegro en el estadio Falmer, en Brighton and Hove. Regresó al equipo nacional en septiembre de 2015 para una contundente victoria por 8–0 en la fase de clasificación para la Eurocopa Femenina 2017, ante Estonia.
En junio de 2017, Earps fue convocada al campo de entrenamiento de Inglaterra de cara a la Eurocopa Femenina 2017 como cuarta portera. El 11 de junio de ese año, disputó su primer partido oficial con la selección absoluta, en una victoria por 4–0 ante Suiza en un amistoso jugado en Biel. Su primer partido como titular llegó en septiembre de 2018, en un triunfo por 6–0 frente a Kazajistán.
El 8 de mayo de 2019 fue incluida en la lista para disputar la Copa Mundial Femenina de Fútbol de 2019.
El 17 de septiembre de 2021, Earps fue titular en el primer partido de Sarina Wiegman como seleccionadora de Inglaterra, lo que marcó su regreso a la portería de las inglesas tras casi dos años. Inglaterra venció 8–0 a Macedonia del Norte en un partido de clasificación para el Mundial de 2023. Manteniéndose como la guardameta titular bajo la dirección de Wiegman —jugó 8 de los primeros 11 partidos—, Earps fue seleccionada para disputar la Eurocopa Femenina 2022. Jugó todos los minutos de los seis partidos del torneo, en el que Inglaterra se proclamó campeona por primera vez en su historia. Earps solo encajó dos goles, logró cuatro porterías a cero —la cifra más alta junto a Merle Frohms de Alemania— y fue incluida en el Equipo del Torneo.
La FA le asignó el número 198 en el marco del programa de legacy numbers, creado para conmemorar el 50.º aniversario del primer partido internacional de la selección femenina de Inglaterra.
El 6 de abril de 2023, Earps detuvo un penalti en la tanda frente a Brasil, contribuyendo a que Inglaterra ganara la primera edición de la Finalissima Femenina.
El 31 de mayo de 2023, fue convocada para disputar la Copa Mundial Femenina de Fútbol de 2023, que se celebró en julio. El 21 de julio de 2023, Earps expresó su descontento porque los aficionados no podían comprar camisetas con su nombre, ya que Nike había decidido no fabricarlas. Durante el torneo, jugó todos los minutos de los siete partidos de Inglaterra, encajando solo cuatro goles —tres de jugada y uno de penalti— y mantuvo la portería a cero en tres ocasiones. En la final, el 20 de agosto, detuvo un penalti a Jennifer Hermoso en el minuto 68, aunque Inglaterra cayó 1–0 ante España. Al finalizar el torneo, fue galardonada con el Guante de Oro como mejor portera.
El 19 de septiembre de 2023, Earps fue nombrada Jugadora del Año de Inglaterra por la temporada 2022–23.
En los Honores de Año Nuevo de 2024, fue nombrada Miembro de la Orden del Imperio Británico (MBE) por sus servicios al fútbol.
El 27 de mayo de 2025, tras haber disputado 53 partidos con la selección absoluta a lo largo de ocho años, Earps anunció su retirada del fútbol internacional. Declaró: “Este es el momento adecuado para dar un paso al lado y dar a la nueva generación la oportunidad de crecer”.

## Estadísticas
Actualizado el 8 de diciembre de 2019
| Club                    | Temporada     | Liga                | Liga     | Liga  | Copa Nacional | Copa Nacional | Copa de Liga | Copa de Liga | Europa   | Europa | Total    | Total |
| Club                    | Temporada     | División            | Partidos | Goles | Partidos      | Goles         | Partidos     | Goles        | Partidos | Goles  | Partidos | Goles |
| ----------------------- | ------------- | ------------------- | -------- | ----- | ------------- | ------------- | ------------ | ------------ | -------- | ------ | -------- | ----- |
| Leicester City          | 2009–10       | WPL North           | 0        | 0     | 0             | 0             | 0            | 0            | —        | —      | 0        | 0     |
| Nottingham Forest       | 2010–11       | WPL National        | 4        | 0     | 0             | 0             | 2            | 0            | —        | —      | 6        | 0     |
| Doncaster Rovers Belles | 2011          | WSL                 | 14       | 0     | 0             | 0             | 1            | 0            | —        | —      | 15       | 0     |
| Doncaster Rovers Belles | 2012          | WSL                 | 13       | 0     | 2             | 0             | 3            | 0            | —        | —      | 18       | 0     |
| Doncaster Rovers Belles | Total         | Total               | 27       | 0     | 2             | 0             | 4            | 0            | —        | —      | 33       | 0     |
| Coventry City (cedida)  | 2011–12       | WPL National        | 0        | 0     | 0             | 0             | 0            | 0            | —        | —      | 0        | 0     |
| Birmingham City         | 2013          | WSL                 | 11       | 0     | 0             | 0             | 3            | 0            | 1        | 0      | 15       | 0     |
| Bristol Academy         | 2014          | WSL 1               | 14       | 0     | 1             | 0             | 5            | 0            | 6        | 0      | 26       | 0     |
| Bristol Academy         | 2015          | WSL 1               | 14       | 0     | 1             | 0             | 5            | 0            | —        | —      | 20       | 0     |
| Bristol Academy         | Total         | Total               | 28       | 0     | 2             | 0             | 10           | 0            | 6        | 0      | 46       | 0     |
| Reading                 | 2016          | WSL 1               | 12       | 0     | 1             | 0             | 1            | 0            | —        | —      | 14       | 0     |
| Reading                 | 2017          | WSL 1               | 7        | 0     | 0             | 0             | 0            | 0            | —        | —      | 7        | 0     |
| Reading                 | 2017–18       | WSL 1               | 15       | 0     | 1             | 0             | 0            | 0            | —        | —      | 16       | 0     |
| Reading                 | Total         | Total               | 34       | 0     | 2             | 0             | 1            | 0            | —        | —      | 37       | 0     |
| VfL Wolfsburg           | 2018–19       | Bundesliga          | 4        | 0     | 2             | 0             | —            | —            | 0        | 0      | 6        | 0     |
| VfL Wolfsburg II        | 2018–19       | 2. Bundesliga       | 2        | 0     | —             | —             | —            | —            | —        | —      | 2        | 0     |
| Manchester United       | 2019–20       | WSL                 | 14       | 0     | 1             | 0             | 4            | 0            | —        | —      | 19       | 0     |
| Manchester United       | 2020-21       | WSL                 | 22       | 0     | 2             | 0             | 1            | 0            | —        | —      | 25       | 0     |
| Manchester United       | 2021-22       | WSL                 | 22       | 0     | 2             | 0             | 1            | 0            | —        | —      | 25       | 0     |
| Manchester United       | 2022-23       | WSL                 | 22       | 0     | 5             | 0             | 0            | 0            | —        | —      | 27       | 0     |
| Manchester United       | 2023-24       | WSL                 | 22       | 0     | 5             | 0             | 0            | 0            | 2        | 0      | 29       | 0     |
| Manchester United       | Total         | Total               | 102      | 0     | 15            | 0             | 6            | 0            | 2        | 0      | 125      | 0     |
| Paris Saint-Germain     | 2024–25       | Division 1 Féminine | 17       | 0     | 0             | 0             | —            | —            | 2        | 0      | 19       | 0     |
| Total carrera           | Total carrera | Total carrera       | 229      | 0     | 23            | 0             | 26           | 0            | 11       | 0      | 289      | 0     |

1. ↑  Incluye la Women's FA Cup y la Copa de Alemania
2. ↑  Incluye la FA Women's National League Cup y la FA Women's League Cup
3. ↑  Incluye la Liga de Campeones de la UEFA

## Palmarés

### Torneos nacionales
| Título           | Club              | País       | Año  |
| ---------------- | ----------------- | ---------- | ---- |
| Bundesliga       | VfL Wolfsburg     | Alemania   | 2019 |
| Copa de Alemania | VfL Wolfsburg     | Alemania   | 2019 |
| Women's FA Cup   | Manchester United | Inglaterra | 2024 |

### Torneos internacionales
| Título           | Equipo                  | Sede    | Año  |
| ---------------- | ----------------------- | ------- | ---- |
| Copa SheBelieves | Selección de Inglaterra | Tampa   | 2019 |
| Eurocopa         | Selección de Inglaterra | Londres | 2022 |
| Finalissima      | Selección de Inglaterra | Londres | 2023 |

### Individual
- Equipo del Año de la FA WSL: 2016-17
- Premio The Best FIFA a la Mejor Portera:  2022
- Guante de oro de la Women's Super League: 2022-23
- Guante de oro de la Copa Mundial Femenina 2023
- Premio PFA al Equipo del Año: 2016-17, 2022-23
- Equipo del Torneo de la Eurocopa Femenina: 2022
- Jugadora del Año de Inglaterra (Premios FA England): 2022-23[45]
- Llaves de la ciudad de Londres: 2022[46]
- Premio The Best FIFA a la Mejor Portera:  2023

## Vida privada
En 2012 comenzó a estudiar un grado en Gestión de Información y Estudios Empresariales en la Universidad de Loughborough, graduándose en 2016.